# کاسا گرانده، پرو
کاسا گرانده، پرو (به اسپانیایی: Casa Grande, Peru) یک زیستگاه انسانی در پرو است که در Casa Grande District واقع شده‌است.